# Богана (село)
Богана — село в Воронежской области. Входит в Борисоглебский городской округ.

## География

### Улицы
- ул. Гражданская,
- ул. Зелёная,
- ул. Интернациональная,
- ул. Ленинская,
- ул. Набережная,
- ул. Первомайская,
- ул. Революционная,
- ул. Садовая,
- ул. Советская,
- пер. Ленинский,
- пер. Советский.

## Население
| 2010 |
| ---- |
| 1250 |

## История
Ранее село Богана входило в состав Борисоглебского уезда Тамбовской губернии Российской империи. В конце XIX — начале XX века на страницах Энциклопедического словаря Брокгауза и Ефрона говорилось, что село насчитывает 4310 жителей и 666 дворов; имеются также православная церковь, школа и 2 лавки.